# Brian Bayeye
Brian Bayeye (Auckland, 30 de junio de 2000) es un futbolista neozelandés que juega en la demarcación de lateral derecho para el Ascoli Calcio 1898 FC de la Serie C.

## Selección nacional
Hizo su debut con la selección de fútbol de República Democrática del Congo el 13 de octubre de 2023 en un encuentro amistoso contra Nueva Zelanda que finalizó con un resultado de empate a uno tras el gol de Chris Wood para Nueva Zelanda, y de Cédric Bakambu para el combinado congoleño.

## Clubes
| Club                           | País    | Año       | Partidos | Goles |
| ------------------------------ | ------- | --------- | -------- | ----- |
| ES Troyes AC II                | Francia | 2018-2019 | 2        | 0     |
| US Catanzaro 1929              | Italia  | 2019-2020 | 5        | 0     |
| AC Carpi (cedido)              | Italia  | 2020-2021 | 21       | 0     |
| US Catanzaro 1929              | Italia  | 2021-2022 | 28       | 0     |
| Torino FC                      | Italia  | 2022-2023 | 5        | 0     |
| Ascoli Calcio 1898 FC (cedido) | Italia  | 2023-     | 19       | 0     |